# Gunnar Beck
Gunnar Günter Beck (* 1. května 1965 Düsseldorf) je německý právník, právní filozof a vysokoškolský učitel, v letech 2019–2024 europoslanec za AfD. Odborně se věnuje zejména právní filozofii a evropskému právu.